# Athlétisme aux Jeux olympiques de la jeunesse de 2018
Navigation
Édition précédente Édition suivante
Les épreuves d'athlétisme lors des Jeux olympiques de la jeunesse de 2018 se déroulent du 11 au 16 octobre 2018 à Buenos Aires. Les épreuves se tiennent au Parque Olímpico de la Juventud, ancien Parque Polideportivo Roca de Villa Soldati, rebaptisé pour cette occasion « parc olympique de la jeunesse ».

## Qualification

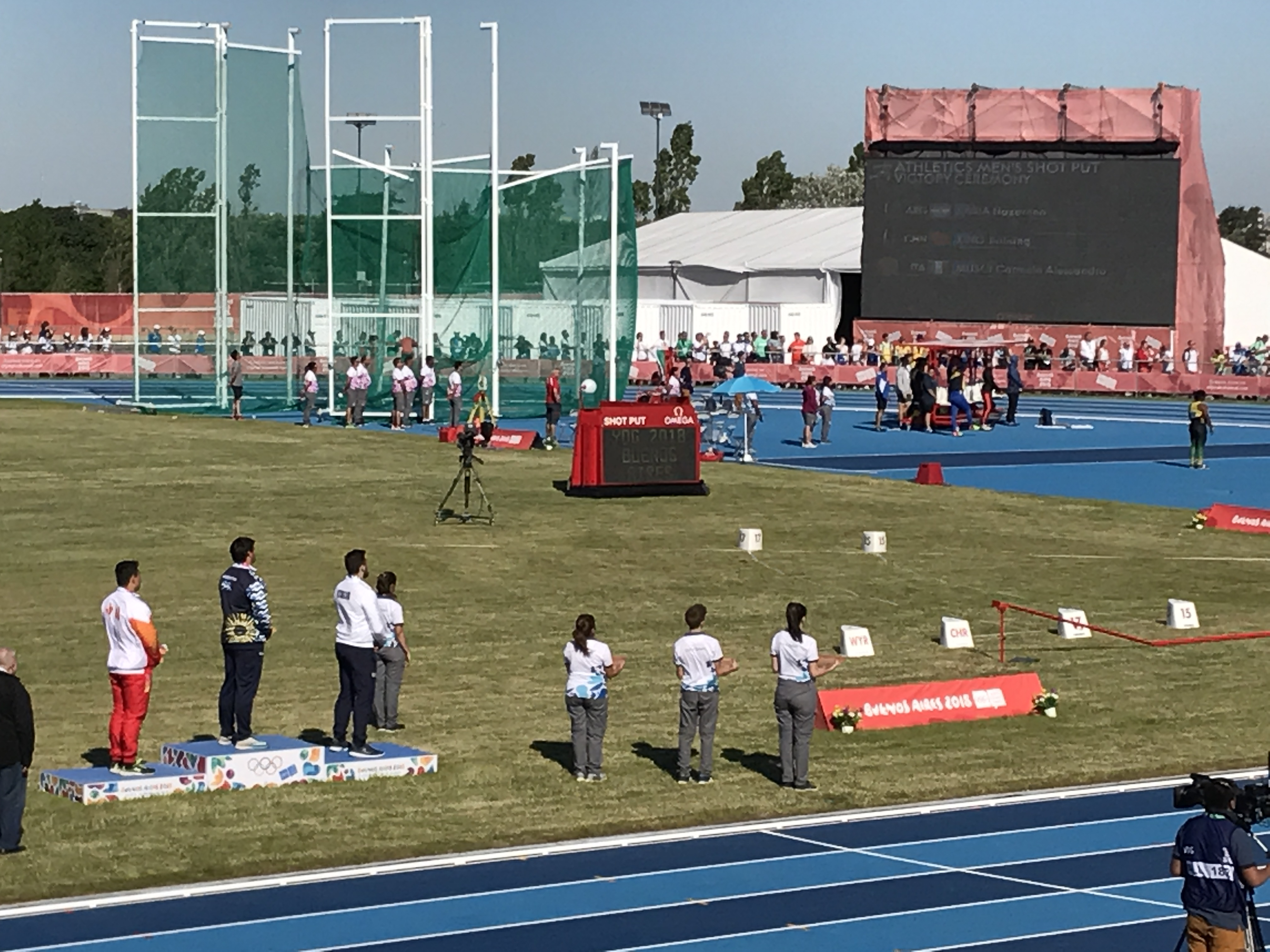
Cérémonie de remise des médailles, lancer du poids, le 15 octobre 2018.

Chaque comité national olympique (CNO) peut inscrire jusqu'à 36 athlètes, 18 par sexe et 1 pour chaque épreuve. Au total, 680 jeunes (340 garçons et 340 filles) prendront part aux compétitions, avec des sélections continentales qui permettront de choisir la plupart des athlètes, sauf ceux choisis en raison de l'universalité. La répartition des places entre continents a été décidée sur la base des résultats obtenus aux championnats du monde jeunesse de 2015 et de 2017. En tant qu'hôte, l'Argentine a obtenu 4 places qualificatives, 2 par sexe, et des places réservées, dites d'universalité, seront attribuées aux CNO qui n'ont pas réussi à qualifier d'athlètes, avec au maximum un garçon ou une fille par nation. Ces quotas seront alors retirés des places attribuées à chaque continent, dans chaque épreuve. Tous les athlètes qualifiés pour les épreuves des 1 500 m, 3 000 m et 2 000 m steeple seront également engagés dans l'épreuve de cross, de 4 à 6 km environ,.
Pour pouvoir participer, il faut être né entre le 1er janvier 2001 et le 31 décembre 2002.

### Modalités
| Épreuve                               | Lieu      | Date               |
| ------------------------------------- | --------- | ------------------ |
| Championnats du monde jeunesse 2015   | Cali      | 15–19 juillet 2015 |
| Championnats du monde jeunesse 2017   | Nairobi   | 12–16 juillet 2017 |
| Championnats de Mélanésie 2018        | Port-Vila | 9–11 mai 2018      |
| Qualifications de la zone Asie 2018   | Bangkok   | 4–5 juillet 2018   |
| Championnats d'Europe jeunesse 2018   | Győr      | 5–8 juillet 2018   |
| Jeux africains de la jeunesse de 2018 | Alger     | 24–27 juillet 2018 |

- Des sélections panaméricaines auraient dû se dérouler au Nicaragua, mais en raison des soulèvements dans ce pays, les classements de ce continent permettront de déterminer ceux qui participeront.

### Répartition des places
| Épreuve         | Afrique | Amériques | Asie | Europe | Océanie | Total |
| --------------- | ------- | --------- | ---- | ------ | ------- | ----- |
| 100 m           | 5       | 12        | 8    | 6      | 1       | 32    |
| 200 m           | 3       | 5         | 4    | 11     | 1       | 24    |
| 400 m           | 5       | 8         | 5    | 5      | 1       | 24    |
| 800 m           | 8       | 5         | 2    | 8      | 1       | 24    |
| 1 500 m         | 7       | 3         | 1    | 6      | 1       | 18    |
| 3 000 m         | 6       | 1         | 5    | 5      | 1       | 18    |
| 110 m haies     | 2       | 8         | 3    | 7      | 2       | 22    |
| 400 m haies     | 3       | 6         | 3    | 3      | 1       | 16    |
| 2 000 m steeple | 6       | 2         | 2    | 7      | 1       | 18    |
| Hauteur         | 1       | 5         | 4    | 5      | 1       | 16    |
| Perche          | 1       | 1         | 3    | 10     | 1       | 16    |
| Longueur        | 1       | 6         | 2    | 6      | 1       | 16    |
| Triple saut     | 2       | 6         | 4    | 3      | 1       | 16    |
| Poids           | 2       | 4         | 2    | 7      | 1       | 16    |
| Disque          | 1       | 4         | 2    | 8      | 1       | 16    |
| Marteau         | 1       | 2         | 2    | 10     | 1       | 16    |
| Javelot         | 2       | 3         | 2    | 8      | 1       | 16    |
| 10 000 m marche | 1       | 7         | 3    | 4      | 1       | 16    |
| Total           | 57      | 88        | 57   | 119    | 19      | 340   |

| Épreuve         | Afrique | Amériques | Asie | Europe | Océanie | Total |
| --------------- | ------- | --------- | ---- | ------ | ------- | ----- |
| 100 m           | 3       | 14        | 1    | 13     | 1       | 32    |
| 200 m           | 1       | 7         | 4    | 11     | 1       | 24    |
| 400 m           | 3       | 7         | 2    | 11     | 1       | 24    |
| 800 m           | 5       | 3         | 1    | 14     | 1       | 24    |
| 1 500 m         | 7       | 2         | 3    | 5      | 1       | 18    |
| 3 000 m         | 8       | 2         | 3    | 4      | 1       | 18    |
| 100 m haies     | 1       | 8         | 2    | 10     | 1       | 22    |
| 400 m haies     | 1       | 5         | 2    | 7      | 1       | 16    |
| 2 000 m steeple | 3       | 3         | 2    | 9      | 1       | 18    |
| Hauteur         | 1       | 2         | 1    | 11     | 1       | 16    |
| Perche          | 1       | 3         | 1    | 10     | 1       | 16    |
| Longueur        | 1       | 5         | 1    | 8      | 1       | 16    |
| Triple saut     | 1       | 4         | 2    | 8      | 1       | 16    |
| Poids           | 1       | 3         | 1    | 10     | 1       | 16    |
| Disque          | 2       | 4         | 1    | 8      | 1       | 16    |
| Marteau         | 1       | 3         | 1    | 10     | 1       | 16    |
| Javelot         | 1       | 5         | 2    | 7      | 1       | 16    |
| 5 000 m marche  | 2       | 5         | 2    | 6      | 1       | 16    |
| Total           | 43      | 85        | 32   | 162    | 18      | 340   |

## Programme
Les épreuves classiques sur piste sont disputées : 100 m, 200 m, 400 m, 100 et 110 m haies, 400 m haies (avec des haies pour les cadets) ainsi que 800 m, avec deux manches pour chaque athlète (dites S1 et S2), sans véritable finale, avec 3 jours entre les 2 manches, le classement de chaque épreuve étant établi en additionnant les deux temps obtenus. Les concours, limités à 4 essais pour chacune des épreuves, sauf pour la hauteur et la perche, sans les 3 sauts de classement, au lieu des six traditionnels, prévoient aussi deux manches où sont additionnés les résultats obtenus, 3 jours après. Les athlètes ne seront pas immédiatement départagés lors des S1 et c'est leurs temps cumulés S1-S2 qui permettront leur classement final.
La particularité de cette compétition est l'inauguration d'une épreuve de cross, ouverte uniquement à tous les participants des épreuves individuelles (1re manche) du 1 500 m, 3 000 m et 2 000 m steeple.
Les compétitions d'athlétisme s'étendent sur 6 jours, avec début le jeudi 11 octobre 2018, à 15 h, heure locale et fin prévue des compétitions le mardi 16 octobre 2018 à 18 h 41. Toutes les sessions (dites Stage 1, souvent mal traduit comme par les organisateurs en Étape 1, en fait « 1re manche », les 3 premiers jours, et Stage 2 « 2e manche », les 3 derniers jours) se déroulent en après-midi, de 14 h 30 à 18 h 30 environ. Le mercredi 17 octobre 2019 est prévu en outre un relais mixte 8 x 100 m (séries à 15 h, finale à 17 h 35), une épreuve de démonstration, non officielle.

## Médaillés

### Garçons
| Édition           | Or                                 | Or             | Argent                        | Argent         | Bronze                         | Bronze         |
| ----------------- | ---------------------------------- | -------------- | ----------------------------- | -------------- | ------------------------------ | -------------- |
| 100 m             | Luke Davids (RSA)                  | 20 s 71        | Alaba Olukunle Akintola (NGA) | 21 s 00        | Seiryō Ikeda (JPN)             | 21 s 12        |
| 200 m             | Abdelaziz Mohamed (QAT)            | 41 s 78        | Antonio Watson (JAM)          | 42 s 41        | Lucas Conceição Vilar (BRA)    | 42 s 67        |
| 400 m             | Luis Antonio Avilés Ferreiro (MEX) | 1 min 34 s 23  | Kennedy Luchembe (ZAM)        | 1 min 34 s 34  | Nicholas Ramey (USA)           | 1 min 34 s 87  |
| 800 m             | Tasew Yada (ETH)                   | 3 min 39 s 76  | Mohamed Ali Gouaned (ALG)     | 3 min 41 s 74  | Mehmet Çelik (TUR)             | 3 min 41 s 79  |
| 1 500 m           | Jean de Dieu Butoyi (BDI)          | 4 pts          | Anass Essayi (MAR)            | 4 pts          | Melese Nberet (ETH)            | 4 pts          |
| 3 000 m           | Jackson Kavesa Muema (KEN)         | 4 pts          | Berihu Aregawi (ETH)          | 4 pts          | Oscar Chelimo (UGA)            | 4 pts          |
| 110 m haies       | Owaab Barrow (QAT)                 | 26 s 50        | Kenny Fletcher (FRA)          | 27 s 01        | Addis Wong Lok Hei (HKG)       | 27 s 13        |
| 400 m haies       | Haruto Deguchi (JPN)               | 1 min 42 s 68  | Dániel Huller (HUN)           | 1 min 43 s 84  | Mohammed Duhaim Al-Muawi (KSA) | 1 min 45 s 81  |
| 2 000 m steeple   | Abrham Sime (ETH)                  | 2 pts          | Baptiste Guyon (FRA)          | 8 pts          | Abel Yamane (ERI)              | 9 pts          |
| 5 000 m marche    | Oscar Patín (ECU)                  | 20 min 13 s 69 | Suraj Panwar (IND)            | 20 min 23 s 30 | Jan Moreu (PUR)                | 20 min 28 s 02 |
| Saut en hauteur   | Chen Long (CHN)                    | 4,35 m         | Oscar Miers (AUS)             | 4,27 m         | Oleh Doroshchuk (UKR)          | 4,23 m         |
| Saut à la perche  | Baptiste Thiery (FRA)              | 10,37 m        | Kazuki Furusawa (JPN)         | 10,32 m        | Dmitry Kachanov (RUS)          | 10,32 m        |
| Saut en longueur  | Lester Lescay (CUB)                | 15,54 m        | Joshua Cowley (AUS)           | 15,53 m        | Koki Wada (JPN)                | 15,12 m        |
| Triple saut       | Jordan Díaz (CUB)                  | 34,18 m        | Ineh Oritsemeyiwa (NGA)       | 31,85 m        | Praveen Chithravel (IND)       | 31,52 m        |
| Lancer du poids   | Nazareno Sasia (ARG)               | 43,19 m        | Xing Jialiang (CHN)           | 41,74 m        | Carmelo Alessandro Musci (ITA) | 41,43 m        |
| Lancer du disque  | Connor Bell (NZL)                  | 133,08 m       | Jorge Luis Contreras (PUR)    | 115,06 m       | Gracjan Kozak (POL)            | 114,92 m       |
| Lancer du marteau | Mykhaylo Kokhan (UKR)              | 171,11 m       | Valentin Andreev (BUL)        | 163,96 m       | Wang Qi (CHN)                  | 155,36 m       |
| Lancer du javelot | Topias Laine (FIN)                 | 153,42 m       | Gustavo Osorio (ARG)          | 150,28 m       | Martin Florian (CZE)           | 150,24 m       |

### Filles
| Édition           | Or                               | Or             | Argent                            | Argent         | Bronze                          | Bronze         |
| ----------------- | -------------------------------- | -------------- | --------------------------------- | -------------- | ------------------------------- | -------------- |
| 100 m             | Rosemary Chukuma (NGA)           | 23 s 20        | Julien Alfred (LCA)               | 23 s 22        | Gabriela Suárez (ECU)           | 23 s 26        |
| 200 m             | Guðbjörg Jóna Bjarnadóttir (ISL) | 47 s 02        | Dalia Kaddari (ITA)               | 47 s 69        | Letícia Maria Nonato Lima (BRA) | 47 s 87        |
| 400 m             | Barbora Malíková (CZE)           | 1 min 48 s 86  | Marie Scheppan (GER)              | 1 min 50 s 06  | Niddy Mingilishi (ZAM)          | 1 min 50 s 48  |
| 800 m             | Keely Small (AUS)                | 4 min 10 s 44  | Athing Mu (USA)                   | 4 min 13 s 24  | Hirut Meshesha (ETH)            | 4 min 14 s 60  |
| 1 500 m           | Edinah Jebitok (KEN)             | 2 pts          | Jaylah Hancock-Cameron (AUS)      | 6 pts          | Lemlem Hailu (ETH)              | 7 pts          |
| 3 000 m           | Sarah Chelangat (UGA)            | 2 pts          | Mercy Chepkorir Kerarei (KEN)     | 4 pts          | Aberash Minsewo (ETH)           | 6 pts          |
| 100 m haies       | Grace Stark (USA)                | 26 s 14        | Sophie White (AUS)                | 26 s 40        | Ackera Nugent (JAM)             | 26 s 41        |
| 400 m haies       | Valeria Cabezas (COL)            | 1 min 57 s 58  | Loubna Benhadja (ALG)             | 2 min 00 s 68  | Carla García (ESP)              | 2 min 00 s 76  |
| 2 000 m steeple   | Fancy Cherono (KEN)              | 2 pts          | Mekides Abebe (ETH)               | 5 pts          | Parami Wasanthi Maristela (SRI) | 7 pts          |
| 5 000 m marche    | Xi Ricuo (CHN)                   | 45 min 03 s 49 | Sofía Ramos (MEX)                 | 45 min 58 s 97 | Olga Fiaska (GRE)               | 46 min 10 s 02 |
| Saut en hauteur   | Yaroslava Mahuchikh (UKR)        | 3,87 m         | Mariya Kochanova (RUS)            | 3,71 m         | Jessica Kähärä (FIN)            | 3,63 m         |
| Saut à la perche  | Leni Freyja Wildgrube (GER)      | 8,12 m         | Emma Brentel (FRA)                | 7,82 m         | Krystsina Kantsavenka (BLR)     | 7,72 m         |
| Saut en longueur  | Maité Beernaert (BEL)            | 12,32 m        | Klaudia Endrész (HUN)             | 12,31 m        | Ingeborg Grünwald (AUT)         | 12,31 m        |
| Triple saut       | Aleksandra Nacheva (BUL)         | 27,62 m        | María Vicente (ESP)               | 27,43 m        | Mariya Privalova (RUS)          | 26,07 m        |
| Lancer du poids   | Li Xinhui (CHN)                  | 36,75 m        | Yelizaveta Dorts (BLR)            | 35,13 m        | Dane Roets (RSA)                | 34,64 m        |
| Lancer du disque  | Melany Matheus (CUB)             | 108,65 m       | Violetta Ignatyeva (RUS)          | 107,79 m       | Özlem Becerek (TUR)             | 103,86 m       |
| Lancer du marteau | Valeriya Ivanenko (UKR)          | 146,98 m       | Rawan Ayman Ibrahim Barakat (EGY) | 136,17 m       | Alegna Osorio (CUB)             | 127,00 m       |
| Lancer du javelot | Elína Tzéngko (GRE)              | 125,08 m       | Juleisy Ángulo (ECU)              | 115,03 m       | Münevver Hancı (TUR)            | 114,47 m       |